# Sitár

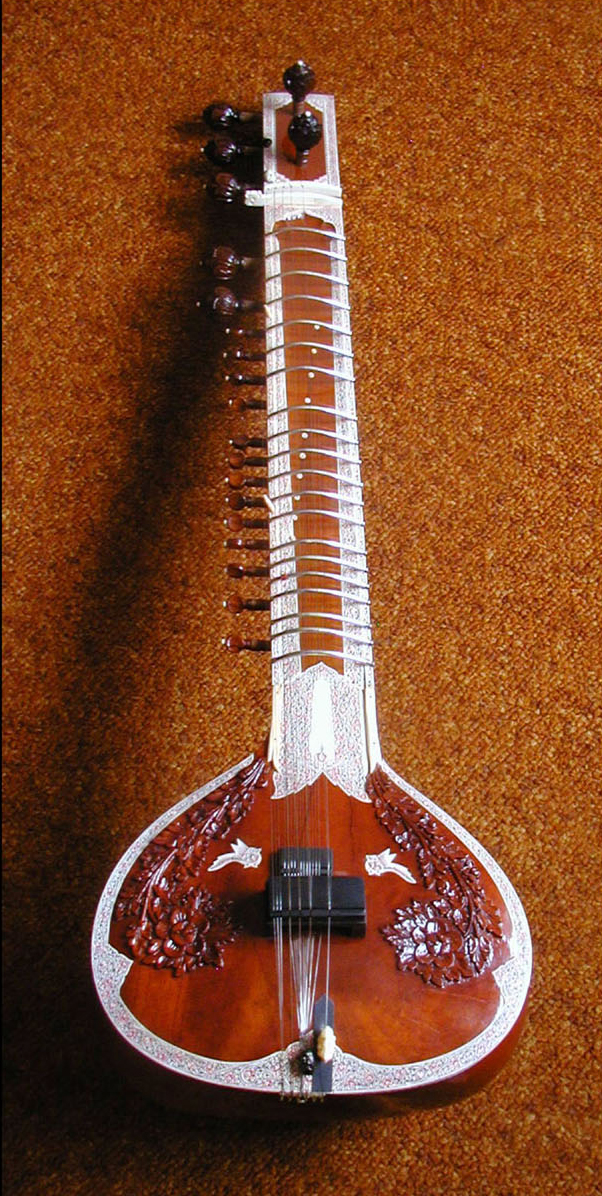
Miraj sitár

Sitár (hindsky सितार, tamilsky சித்தார், telugsky సితార్, urdsky ستار‎) je mnohostrunný drnkací hudební nástroj z rodiny louten, populární v severní Indii, typický představitel nástrojů hindustánské hudby. Klasickým doprovodným nástrojem je dvojice bubnů tabla případně strunný nástroj tampura. Podobným nástrojem odvozeným od sitáru avšak s basovějším zvukem je surbahar.

## Popis
Sitár má rezonanční skříň vyrobenou ze skořepiny tykve a dlouhý dutý krk. Měří 1,2 až 1,35 m a dřevěné součásti pozůstávají nejčastěji z tunu (Cedrela tuna) nebo z teaku (Tectona grandis). Má 19 až 24 pohyblivých obloukových pražců a obvykle 4 melodické kovové struny, 3 (vzácně 4) bzučivé (bordunové) struny čikarí ke zdůraznění rytmu a vibrace a 11 až 13 (ojediněle 9, 10, 14 nebo 15) kovových rezonančních strun probíhajících pod pražci. Studentské nástroje bývají tradičně zcela bez těchto strun. Prohnuté pražce jsou připojeny provázky napjatými kolem krku, což umožňuje pražci hýbat dle potřeby. Spolu s dlouhým dutým krkem a rezonančními strunami taraf produkuje sitár velmi bohatý zvuk s komplexní harmonickou rezonancí a alikvótními tóny.

## Historie

### Vytvoření nástroje
Historie tohoto nástroje je opředena mnoha mýty a nejasnostmi. Došlo k nim mimo jiné kvůli špatné interpretaci zdrojů. Jedna z hypotéz, že nástroj vznikl na základě několikasetletého používání perských louten typu sazu a setaru na dvoře moghulských vládců se taktéž ukázala jako mylná. Jisté je, že v osmnáctém století existovalo několik vývojových větví tohoto nástroje. Víceméně dnešní podobu sitár získal během devatenáctého století díky kalkatským dílnám a umělcům. Ke konci 19. století byly k nástroji přidány rezonanční struny. Zlatou érou sitáru se stalo až století dvacáté.

### Původ dnešní podoby
Zásadní vliv na vytvoření sitáru jak ho známe dnes měla dílna Kanai Lal v Kalkatě. Nejpodstatnější změny v konstrukci a designu má na svědomí jediný člověk z této dílny - Šrí Nitjánanda Dás Adhikari . Většinu jeho inovací můžeme dnes vidět na téměř každém sitáru, přitom se jedná o změny povedené teprve přibližně v třicátých až čtyřicátých letech dvacátého století.
- změnil tvar krku z hranatého na konvexní na který se lépe hraje
- krk také navíc rozšířil pro lepší možnosti vytahování strun na pražcích
- vytvořil moderní styl pražce nejprve s dírkami, později s kolmými zářezy na okrajích místo s podélnými paralelně probíhajícími rýhami (styl Ganga-Jamuna používaný ještě ve dvacátých letech) a začal je dělat s menším prohnutím pro lepší hratelnost
- změnil proporce jawari a její tvarování a přidal vyřezávanou lištu na okrajích
- modifikoval můstek na kterém spočívá jawari a docílil tak lepší kvality zvuku
- zavedl používáni dolaďovacího panelu pro basové struny (dnes zřídka, většina hráčů často používá jen první případně druhou strunu)
- navrhl mnoho tvarů pro manky - ladící korálky
- jako první použil stojky pro rezonanční struny umístěné hned za korálkou, ze které vycházejí z krku
- vytvořil moderně používaný langot s podlouhlými výběžky pro uchycení strun
- navrhl moderní tvary kolíků a jejich zdobení (dřív byly všechny ploché, i ty pro hlavní struny)
- na záda thumby přidal k pěti vyřezávaným listům ještě šestý
- jako první začal s vyřezáváním složitých ozdob(džalfů) na rezonanční desce
- poprvé začal používat vykládání celuloidem a vyrýval do něj květinové a jiné motivy
- vynalezl a sestrojil různé nástroje pro vyřezávání dřeva a zejména pak celuloidu
- podobné změny dělal i na surbaharu, esrádži a dilrubě
- vymyslel a sestrojil zařízení pro vrtání krku rudra víny

Nový styl se rozšířil po celé Kalkatě a do dnešních dob po celé Indii. Díky úspěchům jeho vlastní dílny došlo k tomu, že většina ostatních výrobců začala kvůli oblíbenosti vyrábět převážně jen tento styl. A tak se postupem času stalo, že z dříve variabilního nástroje máme dnes v porovnání s dobou před Nitjánandou v podstatě uniformní nástroj. I to se ale dnes vzhledem k rozmachu výroby retro nástrojů začíná měnit zase nazpátek.

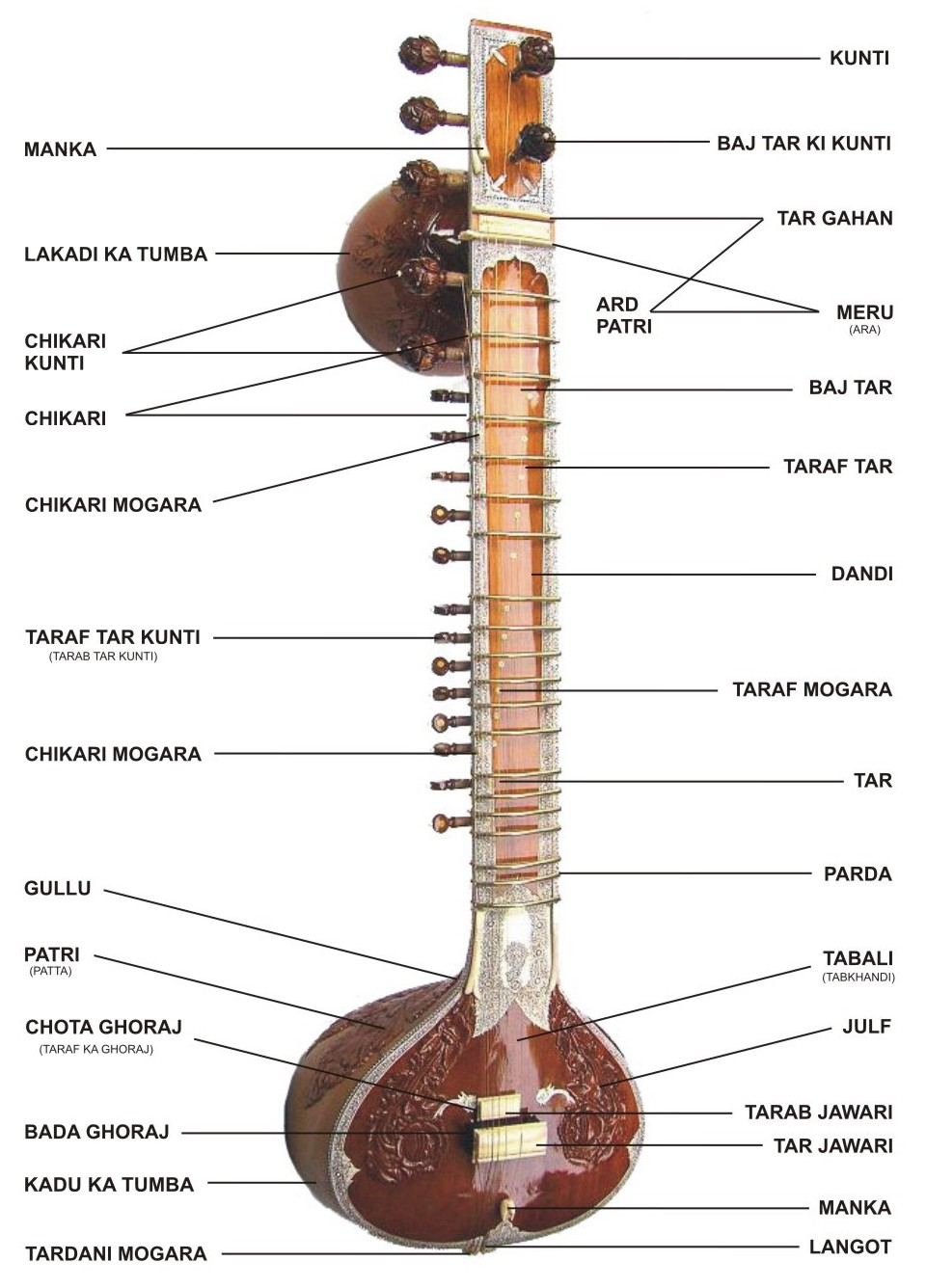
Části sitáru

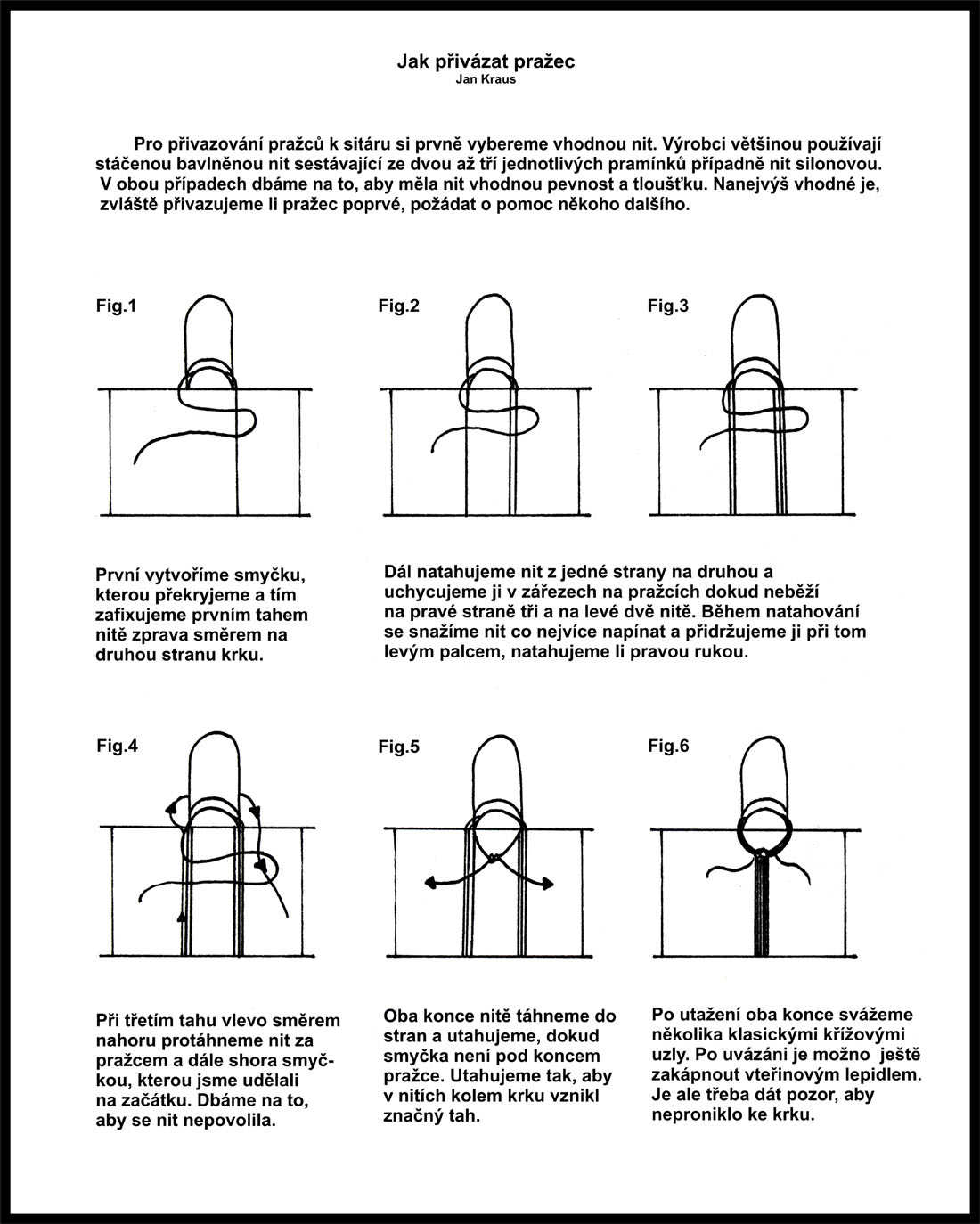
Jak přivázat pražec

## Části
viz obrázek vlevo
- tabali (tabkhandi) vypouklá rezonanční deska nástroje, většinou z tunu (Cedrela tuna) nebo z teaku
- dándi (dánd, danda) dutý krk, ze stejných materiálů jako rezonanční deska
- kadu ka thumba rezonanční komora-ozvučnice nástroje zhotovená ze skořepiny tykve (kvalitnější nástroje mají tykev pouze zalakovanou, běžné natřenou krycí barvou pro zakrytí jejích nedostatků, tmelení, prasklin, sádrování a broušení)
- lakadi ka thumba (thumbi) přídatná rezonanční komora-ozvučnice našroubovávaná ze zadní části krku pomocí závitu, používá se pro zesílení zvuku basových strun a slouží i jako optické vyvážení nástroje. Kvalitní přídatná thumba je ze skořepiny tykve (jako ta hlavní), ne soustružená ze dřeva. Pokud je příliš malá nebo z nekvalitní tykve nemá její použití nemá v podstatě význam. Sitáry stylu Vilayat Khan (VK sitar) thumbi nikdy nemají, ačkoliv tak tomu nebývalo vždy.
- gullu dřevěná spojovací část mezi krkem a ozvučnicí
- patri (patta) vyřezávané lístky sloužící jak pro ozdobu, tak pro ještě lepší spoj krku, resp. gullu a ozvučnice, zdobené různými styly tradiční řezby (angur patta, hemraj, pushpa, mayura, gulab, pata...)
- džalf ozdobný vyřezávaný ornament na rezonanční desce, na starých nástrojích pouze jednoduchý (nebo zcela chybějící), ne tak zdobný jako dnes ponejvíce používaný kalkatský květinový typ
- parda posuvný prohnutý kovový pražec zhotovený z mosazi, oceli nebo občas z oceli, míra jeho prohnutí má vliv na hratelnost nástroje (lepší jsou méně ohnuté)
- bada ghorádž můstek ze dřeva nesoucí kobylku pro hrací struny, někdy jako jeden kus s kobylkou, nožky musí přesně sedět na vypouklé tabali
- čota ghorádž (táraf ka ghoraj) nožky ze dřeva nesoucí kobylku pro rezonanční struny
- tár džavarí(dživarí) speciálně tvarovaná kobylka pro hrací struny, vyrobená z parohu, ebenu, delrinu nebo jiných kompozitních materiálů, u méně kvalitních nástrojů z velbloudí kosti, zodpovědná za charakteristický zvuk nástroje. Na její povrch se v trojúhelníku napravo od první a nejlépe i druhé struny nanáší grafit jako mazadlo (zvyšuje trvanlivost džawari). Kobylka se dle materiálu a intenzity hraní musí v určitých časových intervalech upravovat. Někdy je zhotoveno více zářezů pro první a duhou strunu - některé pro cvičení, jiné pro vystupování. Jinou možností šetření jejího povrchu je vložení kousku filmové pásky pod první strunu během cvičení.

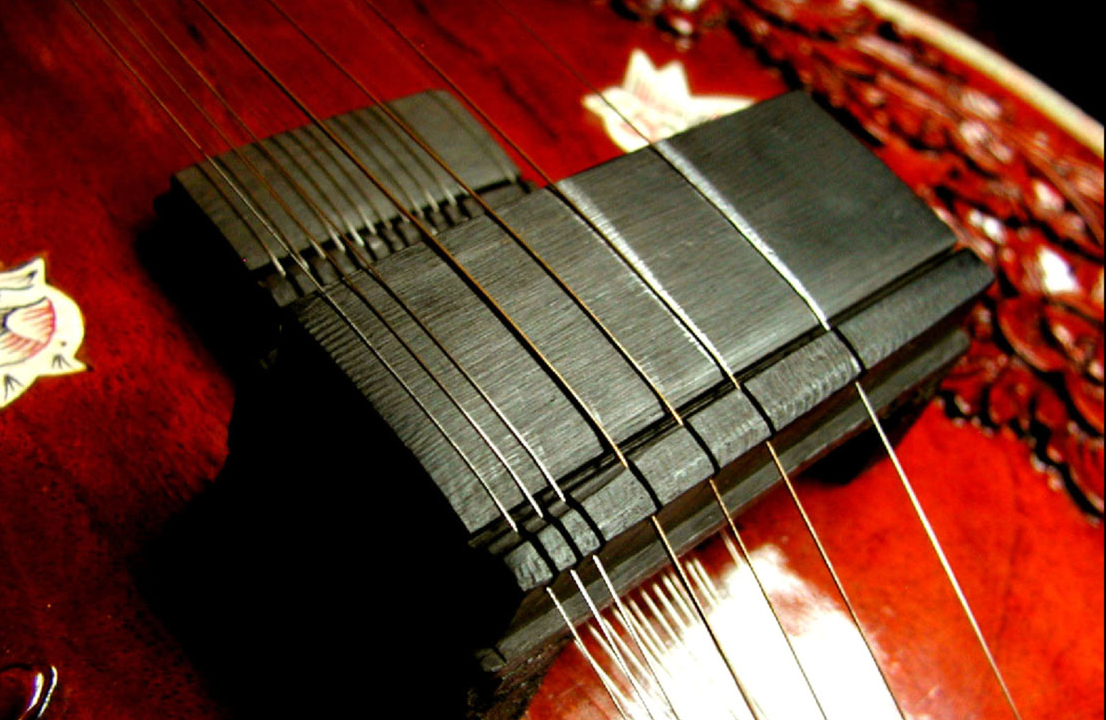
Detail džavari a nanesení grafitové vrstvy

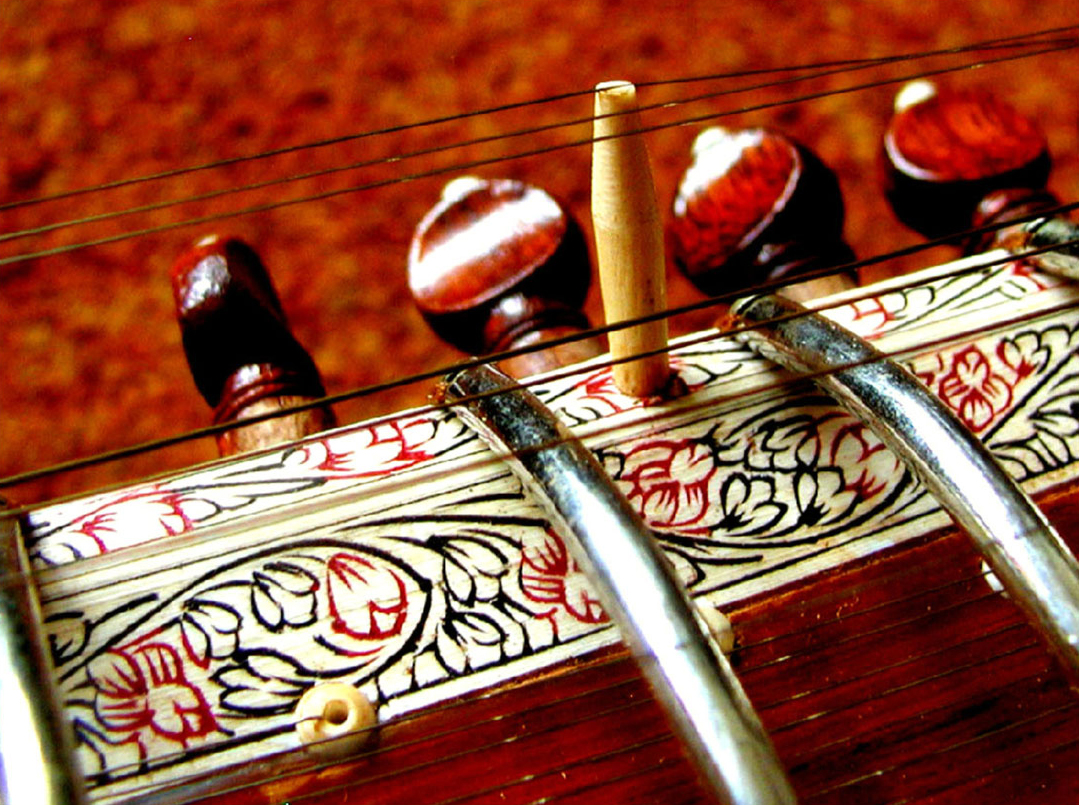
Čikarí mogara a táraf mogara

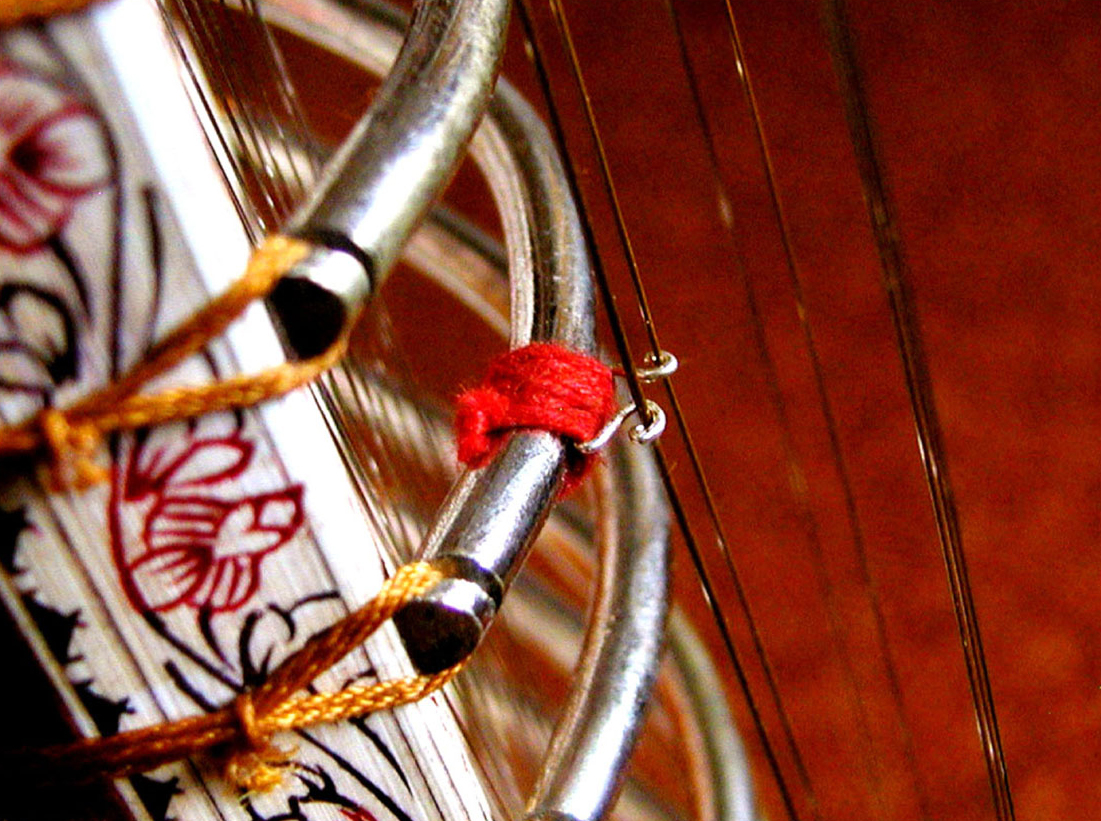
Álamba - háček pro basové struny

- tarab džavarí (taraf dživarí) kobylka pro rezonanční struny, nejdelší struna má být odsazená
- tár struna
- badž tár dosl. "zpívající struna", první hrací struna
- čikarí(džhala tár) horní tři (někdy tři) bzučivé (bordunové) struny pro zdůraznění rytmu
- tárab tár (táraf tár) rezonanční struna probíhající pod pražci
- tárdáni mogara kovové, rohovinové, ebenové nebo kostěně špalíčky určené pro uchycení struny na spodní straně nástroje
- čikarí mogara (lavang, laung) dvojice kostěných, rohovinových, ebenových nebo mosazných válečků sloužících jako nultý pražec pro čikarí, vsazeny do krku nástroje
- tárab mogara (tarif mogara, phulia) kostěné, parohové, ebenové, rohovinové nebo mosazné korálky případně dlouhá páska s otvory, kterými vycházejí z dutiny krku rezonanční struny
- kuntí (kilak, kan) ladící kolík, s hlavičkou jednoduchého kulovitého tvaru, se spirálovitou nebo lotosovou řezbou či v jiném vzácnějším tvaru, u kvalitních nástrojů z tmavého rosewood (kala sheeshyam), vzácně z velmi tvrdého a trvanlivého dřeva khir
- badž tár kunti ladící kolík první hrací struny
- čikarí kuntí ladící kolík pro rytmické bzučivé (bordunové) struny, na rukojeti různé inleje
- tár gahan kostěný, parohový, ebenový nebo rohovinový plátek s dírkami a prořezy navádějící prvních pět hlavních strun na ořech, nultý pražec
- méru (ára) ořech, nultý pražec, z kosti, ebenu, parohu nebo rohoviny ozdobený řezbou hlavy různých zvířat, nejčastěji hlavou ptačí
- ard patri (ára patri, ára patta) souhrnný název pro méru a tár gahan
- manka korálky z kosti, parohu, ebenu nebo jiných materiálů (na méně kvalitních nástrojích z plastu) sloužící pro jemné doladění, většinou umístěné pro první a druhou strunu dole pod kobylkou (korálka pro první strunu bývá na kvalitních nástrojích podložena korkem pro lepší pevnost), pro třetí a čtvrtou strunu nahoře za tár gahanem
- langot (langort, phunti) část zhotovená u kvalitních nástrojů z ebenu nebo parohu, u levných z kovu, zejména mosazi (výjimka jsou některé nástroje od zn. Hiren Roy nebo z Miraje), nesoucí tárdáni mogary a sloužící pro ukotvení strun

Není ve schématu vyznačeno:
- ptá rezonanční deska připevněná na dutém krku, ze které vycházejí rezonanční struny
- álamba dvojitý drátěný háček připevněný bavlněnou nití k šestnáctému až dvacátému pražci, sloužící pro zachycení a tím vyřazení z provozu basových strun při rychlém hraní, někdy bývá těchto háčků více, například až tři (Ravi Shankar)
- tánt (bandhan) splétaná nit (na kvalitních nástrojích z šafránového hedvábí příp. synt. hedvábí, nazýv. múnga), kterou je pražec pevně připevněn ke krku, na levné nástroje se používá nylon, resp. vlasec
- čidra zářez v kovovém pražci za který je tento přivázán ke krku nástroje
- mauktíka perlička z kosti nebo parohu na špičce rukojeti kolíků
- bindu (tíka) ozdoba vložená do rukojeti kolíku pro rezonanční struny, často celuloid, mosaz, perleť
- nigráha (damana) opěrka pro palec drnkací ruky, umístěné na spoji těla s krkem, z kosti, ebenu nebo parohu, na levných nástrojích z pásové výroby z plastu, slouží i pro dodatečné zpevnění spoje krku a desky
- sthána dřevěná nebo kostěná nožka na horním konci količníku směřující doprava dolů, která zabraňuje převrácení jednotumbového sitáru, je li odložen na podlaze

## Hra na sitár

### Ladění
Ladění není snadná věc, obyčejně se říká, že první dva nebo i tři roky se člověk učí opravdu správně ladit. Existují desítky typů ladění. Navíc záleží na škole, ke které hráč patří. Původní ladění se dnes používá zřídka, neuslyšíme jej ani na vystoupeních takových jmen jako je Ravi Shankar, natož u všech ze zástupu západních hráčů.
Krajně důležitou záležitostí je pevnost prvního kolíku (jelikož první struna je nejvíce vystavena tlaku a navíc vytahování), daná jak provedením jeho zasunovací části, která musí být dostatečně drsná, tak provedením otvoru v krku. Struna se nejprve naladí kolíkem a pak přitlačí k tělu nástroje. Tím se postupně dosáhne napětí, kdy už struna drží a lze ji bez problémů vytahovat během hraní. Jemné doladění se provádí pomocí ladících korálků manka (viz obrázek vpravo), a to běžně i několikrát během hraní.
Nejčastější ladění (styl kaharádž - pančam) je:
- 1) badž tár ma (F#)
- 2) džora tár Sa (nižší C#)

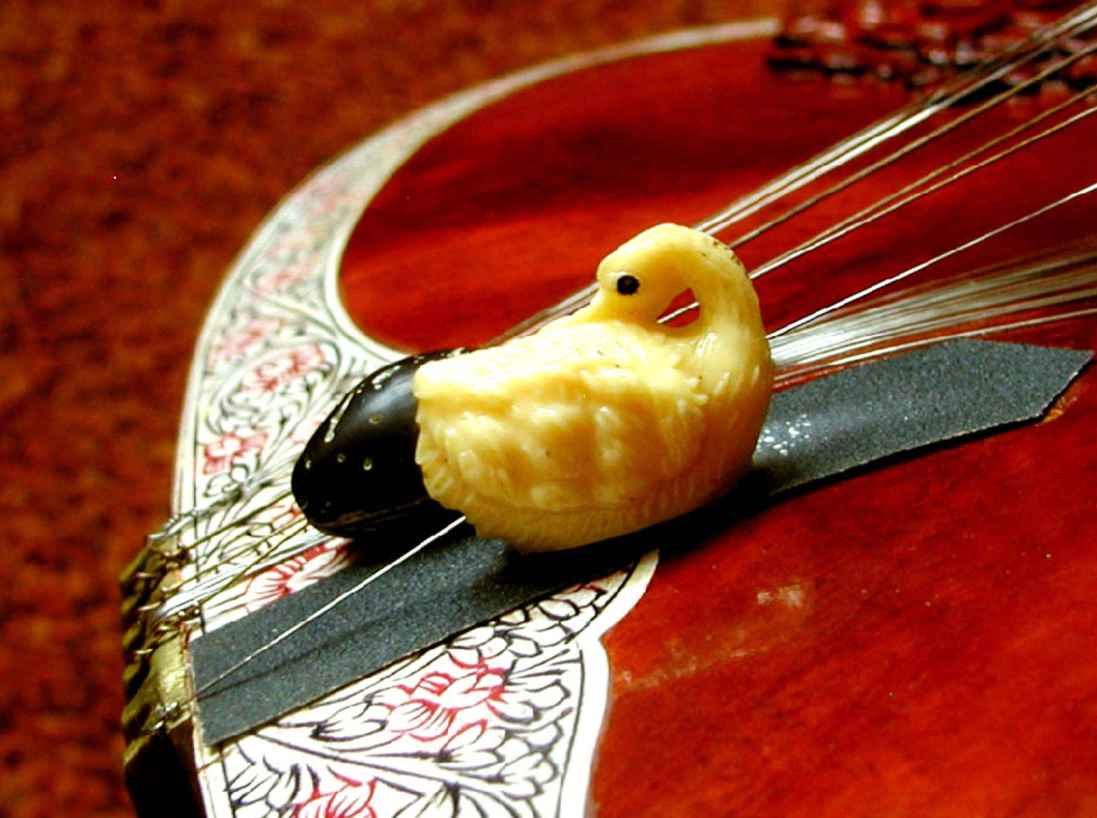
Ladící korálky

- 3) larádž taár Pa nízká (nižší G#)
- 4) kharádž tar Sa nízká (C# o oktávu níže)
- 5) pančam tar Pa (G#) (*tuto strunu Ravi Šankar na svém nástroji nepoužíval)
- 6) čikarí - badí Sa střední (horní C#)
- 7) čikarí - čotí (papihá) Sa vysoká (C# o dvě oktávy výše)
- táraf tár rezonanční struny - podle rágy, která se hraje (pro široké použití Sa, Ni, Sa, Re, Ga, Ma, Pa, Pa, Dha, Ni, Sa, Re, Ga)
- Sitár stylu "Gandhar Pančam", používaný školou Imdadkhani Ustada Vilayata Khana má hlubší z basových strun kharádž nahrazenu obyčejnou čikarí strunou laděnou na tón Ga.
- Surbahar je laděný celkově o kvartu níže

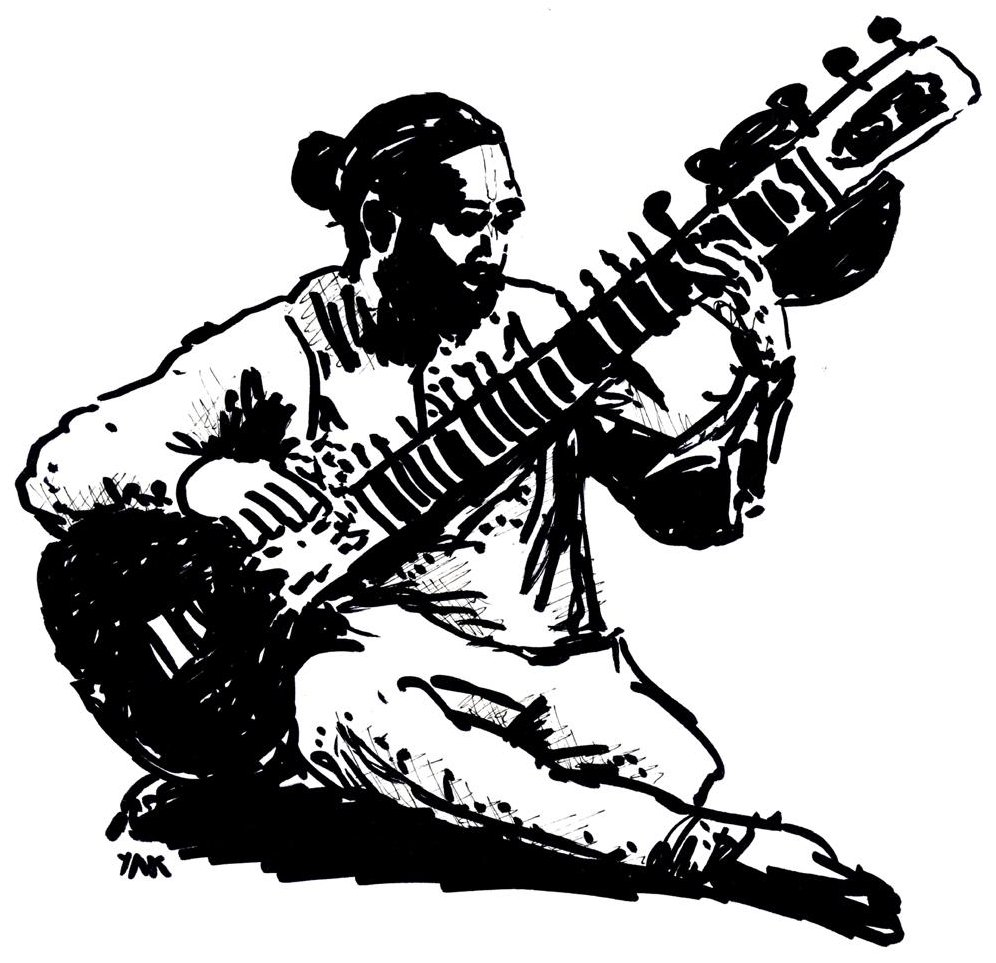
Pozice při hře na sitár

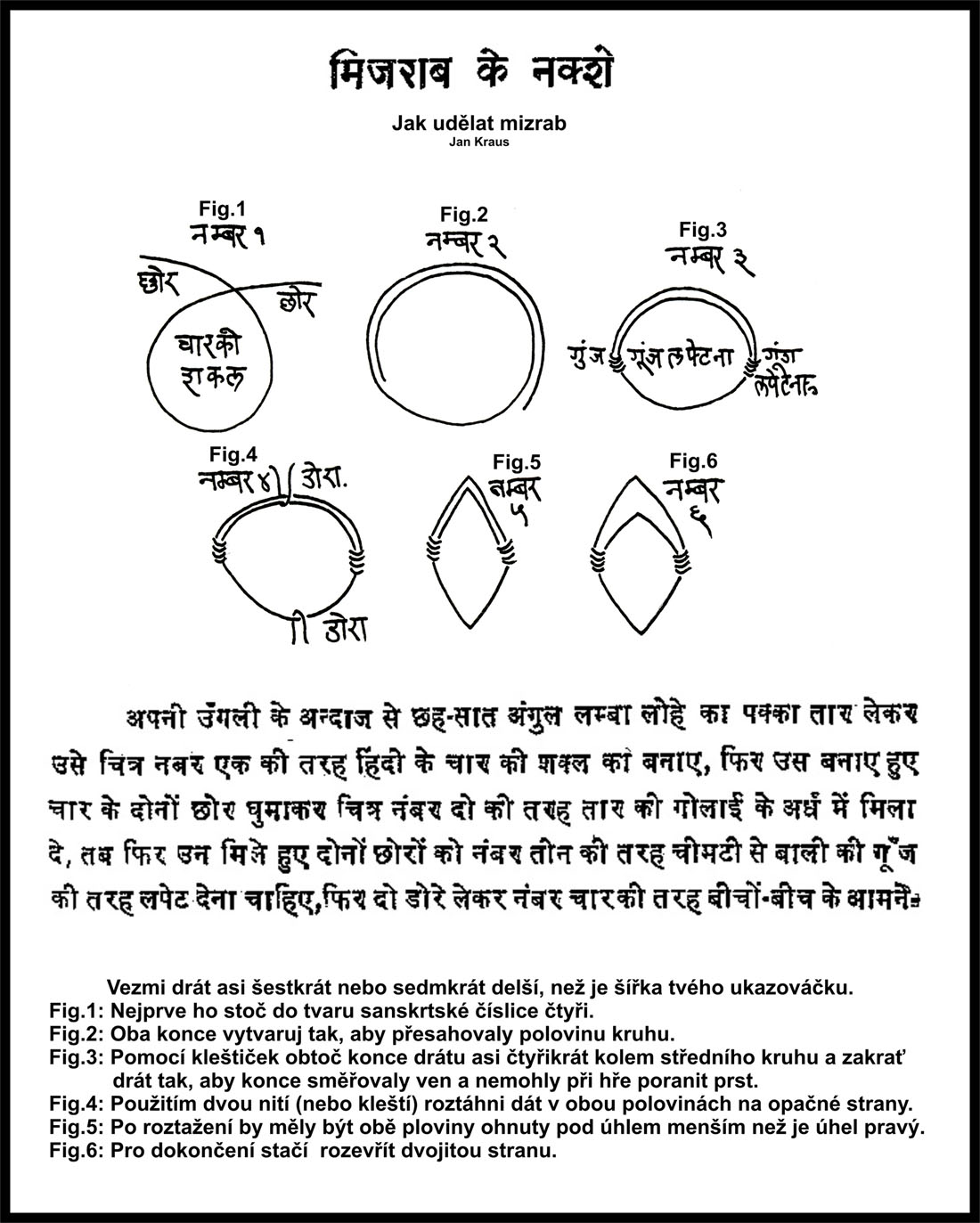
Jak udělat mizrab

### Technika hry
Při hře se sedí výhradně na zemi nebo zvýšeném pódiu. Hudebník drží sitár v úhlu 45 stupňů (ženy více svisle) vsedě na klenbě levé nohy podstrčené pod nohou pravou, jejíž chodidlo spočívá nalevo nebo na zemi. Nástroj nesmí být ani příliš u těla, ani příliš daleko. Správná pozice je stěžejní jak pro hru tak pro uchování zdraví zad. Pravou rukou drnká hudebník na struny v místě pod posledním pražcem speciálním drátěným plektrem zvaným mizrab (nebo mizraf, mezrab, šákma atp.), nasazeným na pravém ukazováčku. Palec při tom v podstatě nepřetržitě opírá o hranu krku. (Někteří hráči si pravou ruku opírající se při hře o ozvučnicí podkládají látkou kvůli potu.) Levou rukou manipuluje se strunami tlakem prstů, přičemž používá nejvíce ukazováček, dále prostředníček, velmi zřídka prsteníček - pouze jedná li se o poslední tón ve vzestupné řadě a i tak ne vždy. Vytahováním po pražci dolů hraje ozdoby, například tzv. mínd odpovídající glissandu, jehož pomocí lze hrát několik tónů na jednom pražci a je základním prvkem hry na nástroj. Na malíčku pravé ruky mívají hráči dlouhý nehet sloužící pro rozeznění rezonančních strun v typické tónové kaskádě (totéž se někdy provádí palcem) nebo pro úhozy na hlavní struny. Pro leváky platí samozřejmě vše na opačných rukou.

### Základy etiky hry
- nástroj se nikdy nepřekračuje
- vždy se má hrát naboso (za ponožky či dokonce boty by vás nikdo v Indii určitě nepochválil, spíš si odplivl, každopádně na západě -tedy i u nás- běžná praxe)
- trčit plosku pravé nohy směrem na posluchače se považuje za urážku (udělat něco podobného před božstvy v chrámu pravděpodobně vás vyvedou - mířením nohy na někoho se dává najevo po čem člověk šlape), navíc se tak nedá správně sedět ani hrát a hráč si kazí záda
- nikdy se také nehraje zároveň na další nástroj (ve stylu banjo a harmonika s držákem)
- žvýkání, kouření a pití během hry je rovněž nepřijatelné

### Pojmy
- Gat: fixní melodická část rágy s předepsaným rytmem, kterou hudebník dále rozvíjí, vilambit gat je pomalá komposice, drut gat rychlá
- Tán: hudební fráze volně zařazená do kompozice rágy, střídá se s gatem
- Álap: úvodní pomalá improvizační část rágy bez rytmu, ve které hráč představí základní tóny rágy a hlavní hudební figury, nejvíce se projeví zdatnost a přesnost hráče. Oproti klasické hře dnes zkracovaná část, klasicky však i jako samostatné vystoupení.
- Džod (nebo džor): navazuje na alap. Taktéž improvizační část avšak stojící na střídání gatu a tánu, již v rytmu bez daného taktu
- Džhala: rychlá improvizační pasáž která většinou uzavírá rágu, typické jsou rychlé kombinace úhozů na hlavní hrací strunu a rytmické struny čikarí
- Dhun kompozice založená na lidové melodii
- Álankára melodické kompozice, často hrané jako cvičení
- Vakra sousled tónů z různých oktáv hraných cik cak, často pro procvičování rychlosti a přesnosti levé ruky
- Tíhai závěrečná figura složená ze tří a více sousledných tónu zopakovaná několikrát na konci kompozice
- Gráha tón, kterým začíná kompozice
- Nyása tón, kterým končí kompozice
- Svára: nota, tón rágy
- Ačal svára: nota, která se nemění, je to Sadja(C) nebo Pančam(G) Všechny ostatní noty mohou být změněny o půltón. (komal nebo tivra svára)
- Šuddha svára: pozice noty, která může být snížena o půltón. O půltón se mohou snížit pouze čtyři noty : Rišava(D), Gándhárá (E), Dhaivata(A) a Nišada(H).
- Vikrta svára: noty, které jsou sníženy, nebo zvýšeny o půltón. Snížené mají před svým názvem uvedeno komal(Komal Re, Komal Ga, Komal Dha a Komal Ni). Zvýšena může být pouze jedna nota ve stupnici a tou je Madhyama. Pokud je zvýšena o půltón má před názvem uvedeno tívra (Tívra Ma)
- Saptak: tóny v rozsahu jedné oktávy (Sa, Komal Re, Re.....Komal Ni, Ni)
- Sthána: oktáva v určité výšce, většinou se rozeznávají tři oktávy: spodní (Mandra Sthána), střední (Maddhya Sthána) a horní (Tára Sthána)
- Aróha: vzestupná sekvence tónů rágy
- Avaróha: sestupná sekvence tónů rágy
- Svarúpa (nebo Pakkad): základní fráze, melodie protínající celou kompozici
- Džáti: počet not v ráze ve vzestupném směru a sestupném směru

Pět not: audava
Šest not: sadava
Sedm not: sampurna
Například má-li rága pět tónů ve vzestupném směru a sedm v sestupném její jati je audava-sampurna
- Vádí: základní a nejdůležitější nota rágy, někdy označovaná jako "král"
- Samvádí: druhá nejdůležitější nota rágy, někdy označovaná jako "královna", většinou leží o čtyři až pět tónů od vádí
- Bháva a rása: harmonie mezi vádí a samvádí, nálada a emoce způsobené poslechem rágy u posluchače

(devět rás: šringar - láska, rudra - hrozba, hasya - radost, vibhatsaya - zklamání, víra - hrdinství, karuná - soucit, bhayanak - nejistota, adabhúta - zvědavost, šantha - uklidnění)
- Tírobháva krátká kompozice z tónů rágy zakrývající pro menší okamžik ústřední náladu rágy pro estetický efekt
- Džugalbandhi duet, dva hráči se sólovými nástroji v jednom vystoupení

## Typy nástroje

### Velikosti
- dětská (začátečnická): šířka rezonanční desky do 27 cm, délka do jednoho metru
- střední: šířka rezonanční desky od 27 cm do 32 cm, délka do 120 cm - většina sitárů exportovaných na západ
- plná: šířka rezonanční desky od 32 cm do 40 cm, délka okolo 127 cm
- cestovní: vynález firmy Sanjay Rikhi Ram, šířka rezonanční desky od 30 cm do 35 cm, délka kolem jednoho metru
- suvenýry: kolem půl metru (někdy až cca 90 cm), často malý počet rezon. strun, velmi úzké pražce a v podstatě nemožná hra, jen k dekoraci, zboží nabízené v ethnoshopech (často za cenu, za kterou se dá koupit pěkný funkční sitár)

### Modifikace

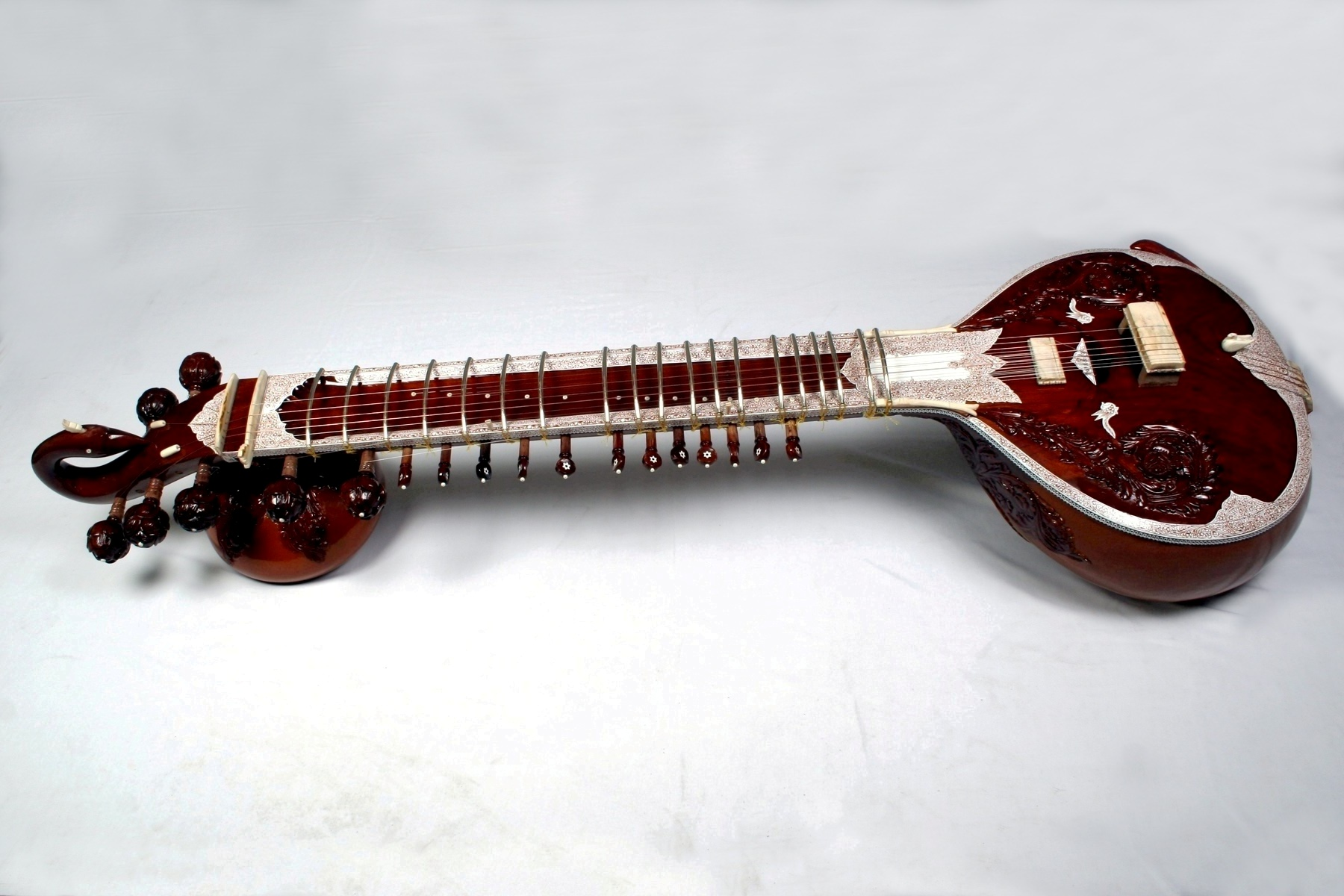
Surbahar

- studentské nástroje bez rezonančních strun (dnes vzácně vyráběné, málokdo je ochotný skromně začít s nástrojem jen se sedmi strunami, jak tomu bývalo za minulých dob - například Ravi Šankar tak ještě začínal)
- cestovní (někdy označován klubový) sitár s ozvučnicí vydlabanou ze dřeva namísto tykve, často s integrovaným snímačem
- cestovní sitár s plochou ozvučnicí evropského typu a kytarovou mechanikou pro prvních pět strun, často s integrovaným snímačem
- chromatický sitár má 24 pražců uspořádaných kytarovým způsobem (v podstatě se jedná o původní styl uspořádání Ačal Thát jako na rudra víně ze kterého bylo dnešní uspořádání vytvořeno vynecháním některých pražců (komal Re, komal Dha) za vzniku tzv. Čhal Thát sitáru)
- profesionální nástroje vyráběné vzhledově někdy pouze v jednom či dvou tónech dřeva bez dalších ozdob ale s mnoha dalšími funkčními prvky
- vzácně vyráběný sitár s osmi hlavními strunami ve stylu Nikhila Banerjeeho.

## Výroba nástroje

### Tradiční postup
Postup:
- výběr velikosti, kvality a typu tykve a dřeva pro nástroj podle požadavků zákazníka
- řez tykve a tvarování gulu podle jejích rozměrů
- dlabání krku a desky pro krk
- přesné dokončení gulu a připojení tykve pomocí pryskyřice a bambusových hřebíků
- tvarování tabali pomocí dlát, škrabek a hoblíčků
- spojení krku s gulu a tumbou pomocí tří dřevěných kolíků (dnes často použití šroubů)
- připevnění tabali
- vyřezávání ozdob do dřeva, vykládání celuloidem (dnes opět také ebenem)
- rytí celuloidu a vyplňování rytiny barevným voskem
- seškrabání přebytečného vosku a jemné obroušení celého nástroje
- lakování a leštění, po zaschnutí seškrabání šelaku z celuloidových ozdob
- připevnění opěrek pro palec pravé ruky
- navrtání a umístění pěti hlavních kolíků, tár gahanu a méru, langotu, natažení horních pěti strun s mankami
- přibližné opracování jawari, naladění správných poloh tónů a navázání pražců na tato místa
- podle pražců navrtání zbývajících dvou hlavních kolíků a kolíků pro rezonanční struny, umístění korálek pro výstup rezonančních strun, umístění stojek pro čikarí
- natažení rezonančních strun, výroba a umístění jejich jawari
- připevnění značky výrobce a jemné dolaďování jawari

V tradičních dílnách se používají výlučně ruční nástroje (kromě hrubého opracování kolíků). Dnes se však již začínají běžně používat elektrické vrtačky, brusky, talkové pistole na polyuretanový lak místo ručního šelakování a podobně.

### Dnešní situace
Dnes je výroba sitárů masovou záležitostí, po celé Indii jsou stovky dílen, nejvíc jich pak je okolo Bombaje, Kalkaty, v Dillí a v Miraji. S velkým počtem vyráběných sitárů samozřejmě roste také počet nekvalitních kusů. Důležitý fakt je, že většina dílen dnes už ani nestaví svá vlastní těla a funguje tak spíš jako stanice pro aplikaci kolíků, laku a ozdob. Většina těl se dělá v Kalkatě, kde se prodávají po stovkách. Vzhledem k velkému odbytu na západě se hodně výrobců snaží na nástrojích šetřit. Takové výrobky pozná zákazník podle různých detailů, které se na kvalitním nástroji rozhodně neobjeví. Jelikož je nabídka dostatečně velká, je dobré se rozmyslet, za co chce člověk dát svoje peníze. Známky levné a hlavně rychlé výroby viditelné okem jsou:
- v prvé řadě tumba natřená krycí barvou, což je většinou udělané kvůli zakrytí nejrůznějších prasklin, děr, hrbolů vyplněných sádrou či směsí pilin a lepidla, kvalitní tumba je pouze nalakovaná a je vidět kresba skořepiny tykve
- jakékoliv viditelné použití šroubu, například na langotu nebo držáku horní tumby (výjimka jsou opět některé kusy od Hiren Roy nebo z Miraje)
- hrubě opracované nožky můstku pod jawari (mohou kazit zvuk)
- lak na hlavičkách kolíků přesahující až na dřík (někdy až dovnitř krku - kolík nedrží)
- lak místy ponechaný na celuloidových inlejích
- tlustostěnná horní tumba vysoustružená ze dřeva (špatný zvuk)
- bublinky, vynechaná místa a oděrky na laku nebo nerovnoměrný hrbatý lak
- jakékoliv tmelení dřeva nebo větší suky v něm
- nekvalitně nebo nadvakrát vrtané díry pro kolíky
- kolíky z různých dřev (projeví se na barvě) nebo z měkkého či natrouchnivělého dřeva
- kolíky pro rezonanční struny navrtané tak, že kolidují s nití pražce, když jej chce hráč umístit do správné polohy

### Světoví výrobci
Následující seznam uvádí výrobce nástrojů vysoké kvality. Většinou se jedná o firmy s dlouhou rodinnou tradicí a někdy téměř stoletou zkušeností. Sitáry i jiné nástroje od těchto firem (zejména výše zmíněných) používá většina profesionálních hráčů.
Kromě uvedených existuje samozřejmě celá řada dalších výrobců produkující nástroje různé kvality, obyčejně však nízké. Mnoho takových firem sídlí i s dílnami v hlavním městě Dillí a využívají turistů ze západu coby odbytiště nástrojů, které jsou s to plnit spíše funkci suvenýru nebo dekorace. Lze se však setkat i s nástroji vysoké kvality bez označení výrobce (typické pro dílny ve vesnici Miraj, kterých je zde nejméně tucet) a naopak také s nástroji označenými slavnou značkou, avšak nevalné kvality.
Některé dílny navíc záměrně doplňují své nekvalitní výrobky značkami známých výrobců, případně zkomoleninami názvu slavné firmy, což je u nás známá praxe například u padělků značkového oblečení vyráběných v asijských zemích. Tak se můžeme setkat se sitárem nesoucím označení Sanjey Rikhi Ram (originál je Sanjay Rikhi Ram), Radhey S_yam Sharma (originál je Radhey Shyam Sharma), apod. Jiným příkladem je firma BIBA z Dillí, záměrně používající podobný název jako kvalitní značka Bina, avšak naproti ní vyrábějící nástroje, které je zbytečné s originály vůbec srovnávat. Samostatným tématem by pak mohlo být falšování nástrojů Hiren Roy a Kanai Lal ze šedesátých let. Tyto strategie nicméně na zákazníky, zejména ty ze západu, fungují.
- Hiren Roy - dříve velmi kvalitní výrobce sídlící v Kalkatě, v minulosti nástroje dílna byla velmi proslavená, vyráběli nástroje i pro Raviho Shankara, Nikhila Banerjeeho, Vilayata Khana a další. Dnes dílnu vede Barun Roy - syn Hirena Roye.
- Rikhi Ram - výrobce s vysokou prestiží (a několikanásobně vyššími cenami než jakýkoliv jiný) sídlící v Dillí, na západě slavný díky Georgi Harrisonovi - koupil si zde první sitár, vrcholné kvality výrobce dosahoval zejména v 60. letech. Původní dílna je dnes rozdělena do dvou, každou vede jeden ze synů slavného otce.[1]
- Radhey Shyam Sharma - vysoce kvalitní výrobce z Váránasí, avšak i na západní poměry dost drahý.[2]
- Karasek Sound - zakázkové nástroje vysoké kvality, vyráběné z prvotřídních materiálů v USA[3]
- Monoj Kumar Sardar - Kalkata[4] - v minulosti kvalitní nástroje, dnes však používají místo tradičního šelaku polyuretan
- Jayanta Sengupta - Kalkata, nástroje blížící se kvalitě Hiren Roy
- P and Brothers - Kalkata, nástroje podobného designu a kvality jako Hiren Roy
- Kanai Lal - ve svojí době nejlepší dostupné nástroje (a snad i nejlepší v historii), produkce ukončena roku 2007. V současné době však pracuje nová dílna používající stejné jméno (...), obchodníky někdy označována jako New Kanai Lal, její nástroje však nejsou již tak kvalitní jako původní značka
- Hemen - vysoce kvalitní nástroje, většinou o něco větší než standard, již nejsou k disposici, majitel zemřel roku 2011

## Časté otázky
Jaký je rozdíl mezi sitárem z tunu a teaku?
Zásadním rozdílem může být cena, teakové sitáry bývají dražší. V podstatě se dá ale říct, že existuje samozřejmě natolik kvalitní tun, který může zvukem předčit průměrný teak. Zásadní roli hraje, jedná li se o teak z Barmy, který je nejkvalitnější (a dnes téměř nedostupný), o dobrý teak ze severu či teak z centrálních provincií, tzv. CP teak. Z hlediska trvanlivosti vede také teak, vydrží i přes sto let ve stejné kvalitě, u tunu je to při běžné intensitě hraní maximálně třicet až čtyřicet let. Výhodou tunu ale bezesporu zůstává jeho jasný plný zvuk hned od začátku hraní. U teakového sitáru si můžeme na plný tón počkat třeba tři až pět let a některé se naplno nerozehrají nikdy.
Co je to styl Ravi Shankar (RS) a co styl Vilayat Khan (VK)?
Pojmy souvisí jak s designem nástroje tak s použitým uspořádáním strun a typem jawari. Styl Ravi Shankar představuje obecně známý a nejvíc vyráběný sitár zdobného vzhledu, s lotosovými kolíky pro hlavní struny, bohatým vyřezáváním na desce i zádech a s vyrývanými celuloidovými rámečky. RS sitáry mívají různě velkou horní tumbu, poměrně širokou rezonanční desku a otevřenou jawari (khula thát jawari), což znamená, že tón je velice plný s velkou rezonancí a dlouhým dozvukem. RS sitáry používají celou sadu basových strun (tento styl strunění se nazývá Kharaj-Pancham) a mají zpravidla 13 rezonančních strun, ačkoliv RS sám nepoužíval pátou strunu a jeho sitáry byly tedy šestistruné. Sitáry stylu Vilayat Khan mívají většinou strohý design, jednoduché kolíky, nemívají horní thumbu ani celuloidové rámečky, spíše detaily z umělé perleti. Vyřezávání je strohé nebo je nástroj zcela hladký. Co se jawari týče je zavřená (band thát jawari), vydává jemnější a poněkud tupější tón, ne s tak rezonujícím zvukem. Struny jsou uspořádány jinak, než na RS sitáru, rezonančních je jen 11 nebo 12. Strunění se nazývá Gandhar-Pancham a spodní basová struna Sa (čtvrtá hrací) je nahrazena strunou laděnou na Ga. Druhá struna se většinou nepoužívá vůbec, případně je na místě třetí struny. Samozřejmě existuje celá řada výjimek a kombinací, například nástroje designově vyhlížející jako VK sitár a používající strunění Kharaj-Pancham případně strunění bez struny larádž, zato se čtyřmi strunami čikarí, nazývané Kashi (podle města Váránasí, kde se používá.
Co je to styl Nikhil Banerjee (NB)?
Sitár ve stylu Nikhila Banerjeeho je otázka sama pro sebe. Jednoduše řečeno se jedná o vzácně vyráběný typ nástroje s osmi hlavními strunami a jawari takříkajíc napůl cesty mezi stylem RS a VK, takzvaná polootevřená jawari (maddhya thát jawari). Nikhil Banerjee byl pravděpodobně první, nebo jeden z prvních, kdo takový sitár používal (uspořádáním osmi hlavních kolíků zcela jistě). Designem téměř totožný se stylem RS. Důležitým prvkem je přítomnost dolaďovacího panelu u nultého pražce pro umožnění časté hry melodií na basových strunách, která je typická právě pro Nikhila Banerjeeho. Dalším charakteristickým rysem je přítomnost neobvykle velké horní tumby a značně rozšířeného krku. Dá se říct, že styl NB se začíná objevovat víc až v minulých letech.
Proč mají někteří hráči před jménem Pandit a jiní Ustad?
Jedná se o tituly udělené profesionálním hráčům na základě jimi dosažené úrovně. Rozdíl je v tom, k jaké náboženské tradici se umělec hlásí. Hráči následující védskou tradici nosí titul Pandit, muslimové titul Ustad. Tituly jsou tedy rovnocenné, ne jeden nad druhým ve stylu vojenských hodností.

## Sitár na západě
V západní kultuře se sitár stal populární na konci 50. let díky Pt. Ravimu Šankarovi a dalším hráčům, jako byl například Nikhil Banerdží. Beatle George Harrison bral od Raviho Šankara lekce a sitár použil v několika skladbách, jako například ve Within You Without You nebo Norwegian Wood. Sitár používaly i jiné kapely, ze všech jmenujme alespoň Briana Jonese z Rolling Stones. Celkově vzato si sitár postupem času vydobyl pevnou pozici a zajistil časté používání i na Západě. Za posledních padesát let narostl počet sitárů na světě z desítek a stovek kusů na stovky tisíc kusů. S rostoucí poptávkou samozřejmě vzrůstá také rozkolísanost kvality prodávaných nástrojů. Co se cen týče jsou na Západě i pětkrát vyšší než pořizovací cena stejné kvality v Indii, velký podíl má na tom pochopitelně cena dopravy, clo, daň apod.
Prvním hráčem na sitár byl u nás v šedesátých letech Aleš Wotruba, žijící dnes ve Švýcarsku, kde získal vysokoškolský titul a působí jako psycholog a muzikoterapeut. V roce 1967 podnikl roční cestu po Indii, po návratu emigroval. V 80. letech v Československu používal sitár např. kytarista Emil Pospíšil, který se doprovázel na syntezátor a občas vystupoval s jinými muzikanty (Vladimír Merta, Karel Plíhal...). Do roku 1990 bylo v ČSSR snad jen několik málo kusů, dnes lze jejich počet odhadnout na řádově stovky kusů od základní kvality až po virtuózní nástroje. Ze současných českých hráčů, kteří hru na sitár ovládají a věnují se jí více než patnáct let lze jmenovat Jiřího Dohnala, Jiřího Muchu, Vladimíra Nikulina nebo Ladislava Broma.
Od začátku, kdy na sitár začínali hrát lidé jako George Harrison vzbuzovala tato skutečnost rozpaky u klasických interpretů, jako například již výše zmíněného Raviho Šankara?. Klasický nástroj a představitel indické kultury jako takové se měl stát pomůckou pro ozvláštnění hudby hippies. Pro některé tradicionalisticky založené hráče z Indie i jiných zemí to byla vpravdě „noční můra“. Sám Harrison se však později Šankarovi několikrát omluvil za to, jakým způsobem použil sitár například ve zmíněné písni Norwegian Wood. Indickým hudebníkům šlo a jde stále hlavně o to, že hráči ze Západu, kteří velmi často neumí nástroj ani správně naladit, natož aby ovládali alespoň základní techniku míndu, rozšiřují tímto jednáním mezi veřejností nesprávnou představu o zvuku nástroje a nástroji jako takovém. O etice hry a správné sedací pozici ani nemluvě. Tím pracují proti snaze ostatních, kteří chtějí nástroj a jeho zvuk prezentovat ostatním v co možná nejvyšší kvalitě.
Zásadním faktem zůstává, že stejně jako jiné věci je sitár částí určité kultury a souvisí s životním stylem. Zcela vytržený ze svého prostředí a importovaný na západ se stává často jen doplňkem pro hudební produkci alternativních kapel určeným pro oslnění diváka. Mnoho hráčů navíc spoléhá na fakt, že dost lidí nástroj ještě nezná a tak jim mohou servírovat výkony jakékoliv úrovně a dosáhnou kýženého efektu. Nutno podotknout, že často ani není možné vystoupení nazvat „hrou na sitár“. V původním kontextu je vztah nástroj-hráč a celkový způsob jeho použití zcela odlišný. Sami Indové říkají, že chce li člověk nástroj úplně pochopit a ocenit, musel by strávit 20 let studiem, 20 let vystupováním a 20 let vyučováním a i tak to není jisté. To je samozřejmě míra, jakou si dnes v naší společnosti nedokážeme nikdo představit a tak často někteří hudebníci začnou se sitárem vystupovat (v lepším případě) již po roce cvičení či letmém pochycení základů systému ladění. Přesto se našlo a najde ještě i dnes dost opravdových sitáríjů – lidí, kteří nástroj celoživotně studují, předávají ostatním, je součástí jejich každodenního života a hru opravdu ovládají. Opravdový sitáríja hraje proto, aby pozvedl posluchače, ne aby ho oslnil. Pt. Nikhil Banerdží k tomu řekl: „Můj vztah k hudbě je velice hluboký. A nedělám kompromisy. (Indická) hudba je založena na spiritualitě a byla vytvořena a předávána pro poznání nejvyšší pravdy. Hudebník je zde proto, aby pozvedl mysl a duši posluchače a přiblížil ji k této pravdě. To je historie a význam (indické) hudby.“

## Významní hráči

### Indie
Sanjey Bandopadhyay, Nikhil Banerjee, Indrajit Banerjee, Shankar Abhyankar, Anupama Bhagwat, Krishna Mohan Bhatt, Anuj Bhatt, Ankit Bhatt, Deepshankar Bhattcharjee, Ramprapanna Bhattacharya, Amit Chatterjee, Anjan Chattopadhyay, Priyanath Chattopadhyay, Bharati Chokshi, Shambhu Das, Rohan Dasgupta, Rash Behari Datta, Sanjay Deshpande, Annapurna Devi, Reenat Fauzia, Jivendra Narayan Goswami, Sanjay Guha, Al Gromer Khan, Premadasa Hegoda, Rajeev Janardan, Samson Kehimkar, Kirit Khan, Chhote Rahimat Khan, Enayat Khan, Hidayat Khan, Imdad Khan, Imrat Khan, Irshad Khan, Nishat Khan, Shafaatullah Khan, Shujaat Husain Khan, Vilayat Khan, Wahid Khan, Srinivas Koumounduri, Niladri Kumar, Manju Mehta, Shivanath Mishra, Ganesh Mohan, Bimalendu Mukherjee, Budhaditya Mukherjee, Manilal Nag, Shahid Parvez, Rohini Prasad, Prasanna, Subhendra Rao, Chandrakant Sardeshmukh, Kartik Seshadri, Anoushka Shankar, Kamala Shankar, Ravi Shankar, Subhendra Shankar, Ajit Singh, Harvinder Singh, Sanjeeb Sircar, Baluji Srivastav, Anand Vyas

### Západ
Josh Benett, Peter Davidian, Nicolas Delaigue, George Harrison, Prem Joshua, Brian Jones, Paul Livingstone, Brigitte Menon, Andrew Mendelson, Tomasz Osiecki, James Pomerantz, Shawn Phillips, Edward Powell, Vladimír Ugodin, Collin Walcott

### Česko
Historie sitáru v Česku se datuje do sedmdesátých let. Pokusů o hru byla celá řada, ale zoufale chyběly nástroje (bez rozdílu kvality) i informace o technice hry. Jedna z prvních nahrávek, kde se sitár uplatnil, byla v roce 1973 písnička Balonové létání od skupiny Saze (hrál Jiří Burian). Pravděpodobně nejdále se ve svých pokusech dostal Emil Pospíšil - výborný muzikant - který propojil hru na sitár se zpěvem na doprovodem jdoucím ze syntezátoru. Vytvořil unikátní skladby, které určitě stojí za poslech i dnes. V devadesátých letech začal hrát a vystupovat Jiří Dohnal, Ladislav Brom, Jiří Mazánek a Jirka Mucha. Jiří Dohnal absolvoval studia sitáru v indickém Udajpuru a Džajpuru a později v Austrálii. Nahrál řadu nahrávek a jeho hudba byla použita k několika dokumentům. Dohnalova hudba je stejně jako Pospíšilova originálním vyjádřením, které si nehraje na indickou hudbu ale nespadá plně ani do kategorie hudby evropské. Ladislav Brom taktéž absolvoval stáže hry na sitár v Indii a vystupuje s indickou klasickou hudbou. Brom má na svém kontě také několik nahrávek. Vladimíru Nikulinovi se dostalo velmi dobrého vedení Amitavy Chaterjeeho. V novém miléniu hráčů značně přibylo. Uveďme mimo jiné jména jako Jakub Čapka, Jan Dvořák, Karel Cvrk, Aleš Wotruba a Pavel Jindřich. Velkým přínosem je dlouhodobý pobyt geniálního hudebníka Amitavy Chaterjeeho v ČR. Chaterjee je virtuózním jazzovým kytaristou přední světové scény a jedinečným sitárovým hráčem.